# Livregementet till häst (det äldre)
Livregementet till häst var ett kavalleriförband inom svenska armén som verkade i olika former åren 1667–1791. Förbandet var sedan 1687 indelt och rekryterade i huvudsak sitt manskap från östra Svealand.

## Historia

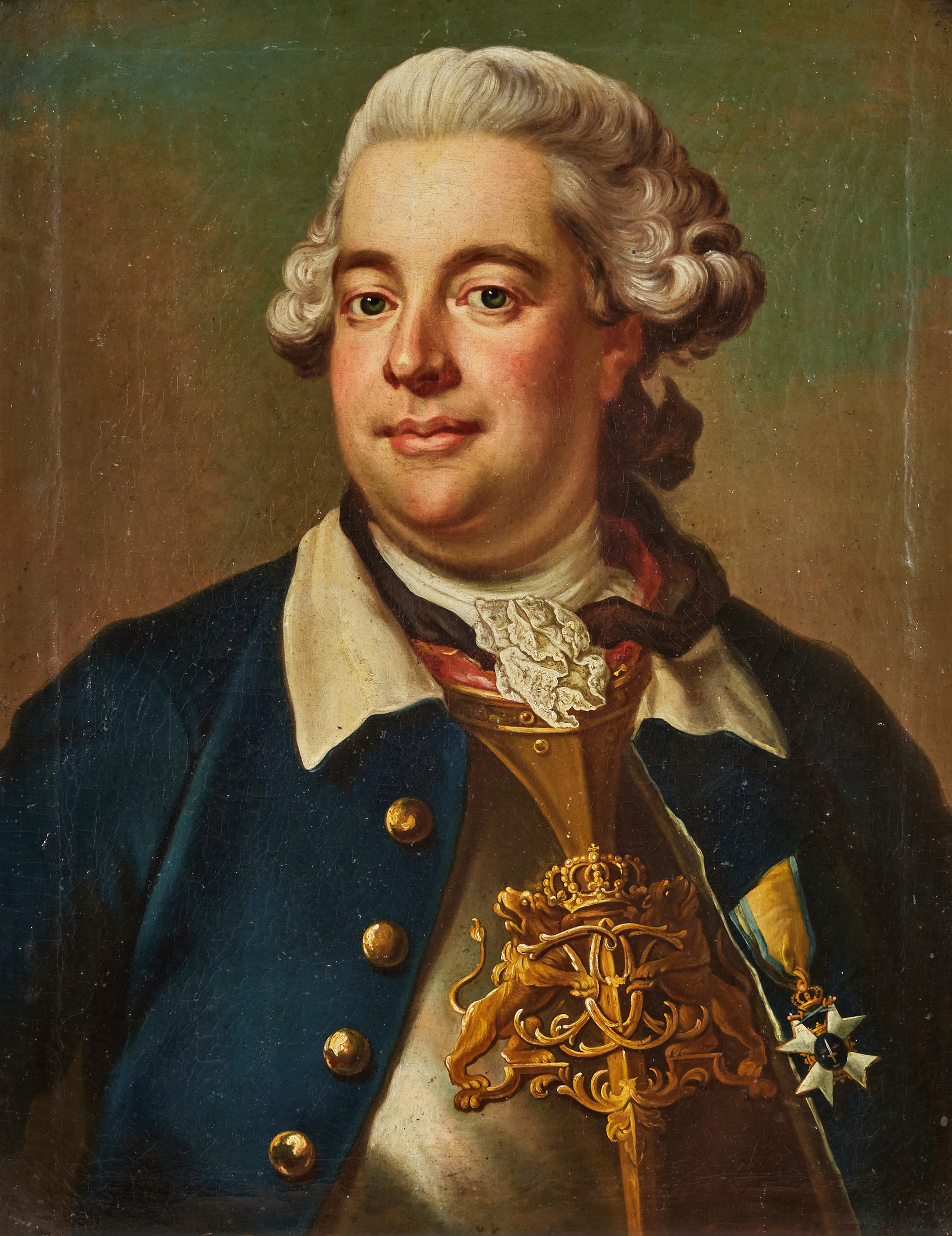
Pontus Fredrik De la Gardie avporträtterad iklädd uniform m/1765 för regementet, samt bärandes harnesk med konung Adolf Fredriks krönta namnchiffer. På uniformsrocken syns även Svärdsordens riddartecken. Målning av Jakob Björck från ca 1768.

Livregementet till häst bildades 1667 genom att Upplands ryttare upphöjdes till kunglig livtrupp. Samtidigt utnämns greve Otto Wilhelm von Königsmarck till chef för regementet. Regementet utmärkte sig för stor tapperhet i slaget vid Lund 1676 under Nils Bielke. Karl XI lär ha yttrat efter segern: "min krona hängde på Bielkes värjspets, och att jag näst efter Gud har min tappre Bielke samt mitt Livregemente att tacka för segern". Bielkes berömda värja finns fortfarande bevarad inom familjen. År 1680 blev regementet indelt inom östra Svealand och då det fullt ut blev indelt 1687 bestod det av tolv kompanier. Dess översteboställe förlades till palatset på Arnö. Den förste innehavaren blev överste Hans Ramsvärd. Ett nytt boställe uppfördes på Arnö 1729, vilket efter regementets omorganisation blev boställe för sekundcheferna vid Livregementets dragonkår fram till 1876.
Livregementet till häst var det enda regemente inom Stockholms garnison som inte var värvat. Regementet hade sedan 1780 sin övningsplats på Utnäs löt cirka 3 kilometer nordost om Strömsholms slott. År 1785 bildades en särskild trupp lätta dragoner vid regementet. Den bildades genom att 18 man från respektive kompani tillfördes dragonerna som bildade 4 kompanier om 36 man i vardera. Denna styrka utökades senare och 1789 under det ryska kriget uppträdde man som eget förband om 300 man, 6 kompanier, under namnet Lätta Dragonkåren av Kungl. Maj:ts Livregemente. 
År 1791 upplöstes regementet för att istället bilda Livregementsbrigaden.

## Organisation enligtindelningsverket
| Livkompaniet - Mötesplats: Arnberga i Husby-Ärlinghundra socken. Överstelöjtnantens kompani - Mötesplats: Vid Badelunda kyrka. Majorens kompani - Mötesplats: Först vid Örsundsbro, sedan vid Litslena kyrka. Östra Västmanlands kompani - Mötesplats: Gästre i Frösthults socken. Fellingsbro kompani - Mötesplats: Vid Fellingsbro kyrka. Örebro kompani - Mötesplats: ? | Kungsörs kompani - Mötesplats: ? Vadsbo kompani - Mötesplats: Valla i Fägre socken. Norra Upplands kompani - Mötesplats: Vid Ärentuna kyrka Roslags kompani - Mötesplats: Vämblinge i Estuna socken. Östra Närkes kompani - Mötesplats: Vid Lännäs kyrka Södermanlands kompani - Mötesplats: Vid Svärdsbro gästgivargård i Tystberga socken. |

## Regementschefer
Kungliga Livregementets till häst regementschefer åren 1667–1791:

- 1667–1672: Otto Wilhelm von Königsmarck
- 1672–1673: Gustaf Adolf De la Gardie
- 1673–1679: Nils Bielke
- 1679–1680: Henric Naschert
- 1680–1688: Hans Andersson Ramsvärd
- 1688–1693: Fromhold Fägerskiöld
- 1693–1704: Jakob Spens
- 1704–1709: Carl Gustaf Creutz
- 1709–1715: Lage Meijendorff von Yxkull (tillförordnad)
- 1715–1717: Jakob Danckwardt-Lillieström (tillförordnad)
- 1717–1722: Anders Koskull
- 1722–1728: Carl Gustaf Creutz
- 1728–1737: Göran Silfverhjelm
- 1737–1745: Axel Spens
- 1745–1762: Mathias Alexander von Ungern-Sternberg
- 1762–1774: Pontus Fredrik De la Gardie
- 1774–1780: Fredric Horn
- 1780–1791: H.K.H. Hertig Carl av Södermanland

## Namn och förläggning
| Livregementet till häst | 1667 | – | 1791 |

| Utnäslöt | 1667 | – | 1791 |

## Galleri

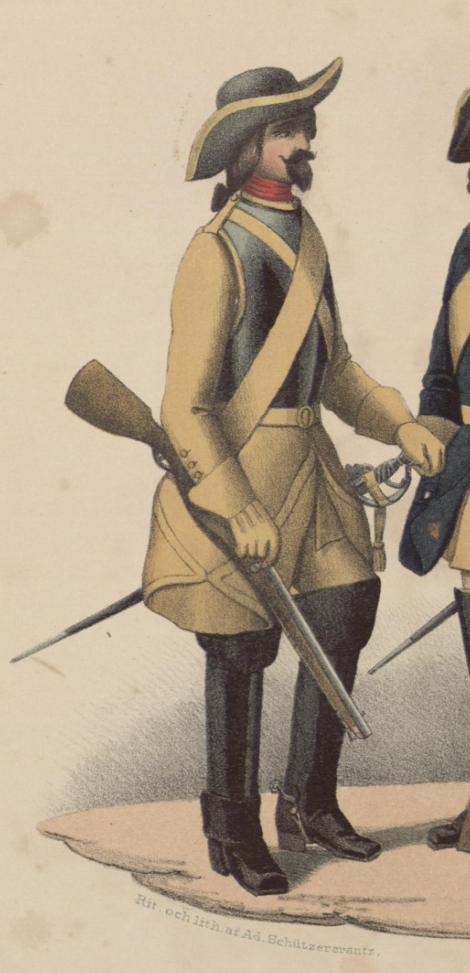
Regementets uniform cirka 1680.
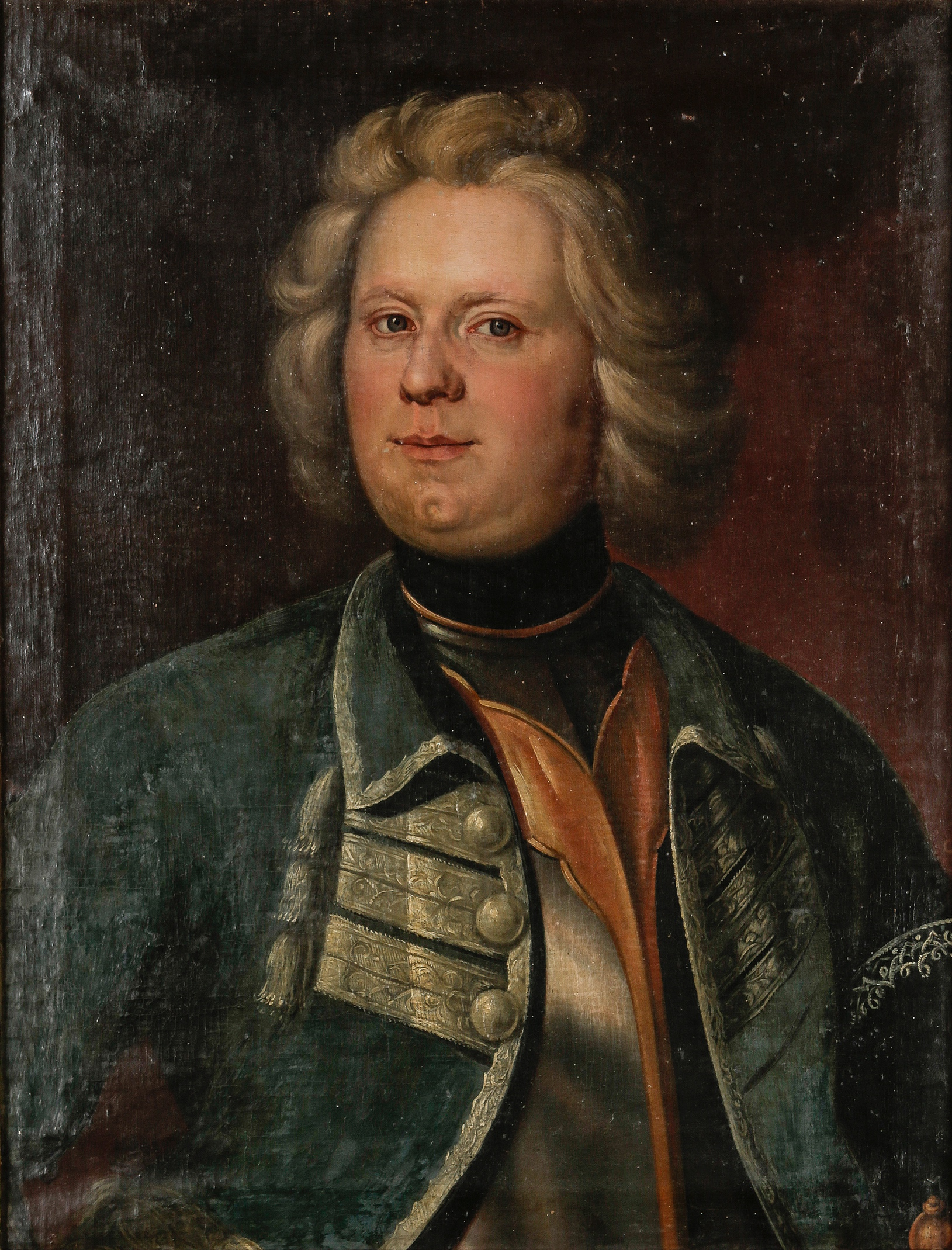
Major Sven Duvall iklädd regementets uniform ca 1740. Målning av okänd.
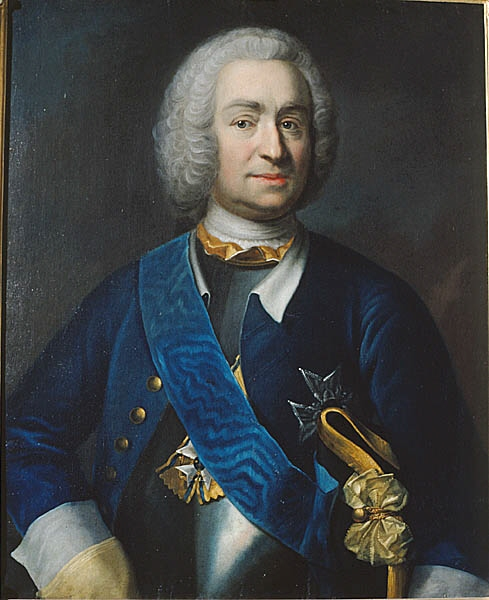
Mattias Alexander von Ungern-Sternberg iklädd uniform med harnesk för regementet. Avporträtterad ca 1750 av Johan Henrik Scheffel.
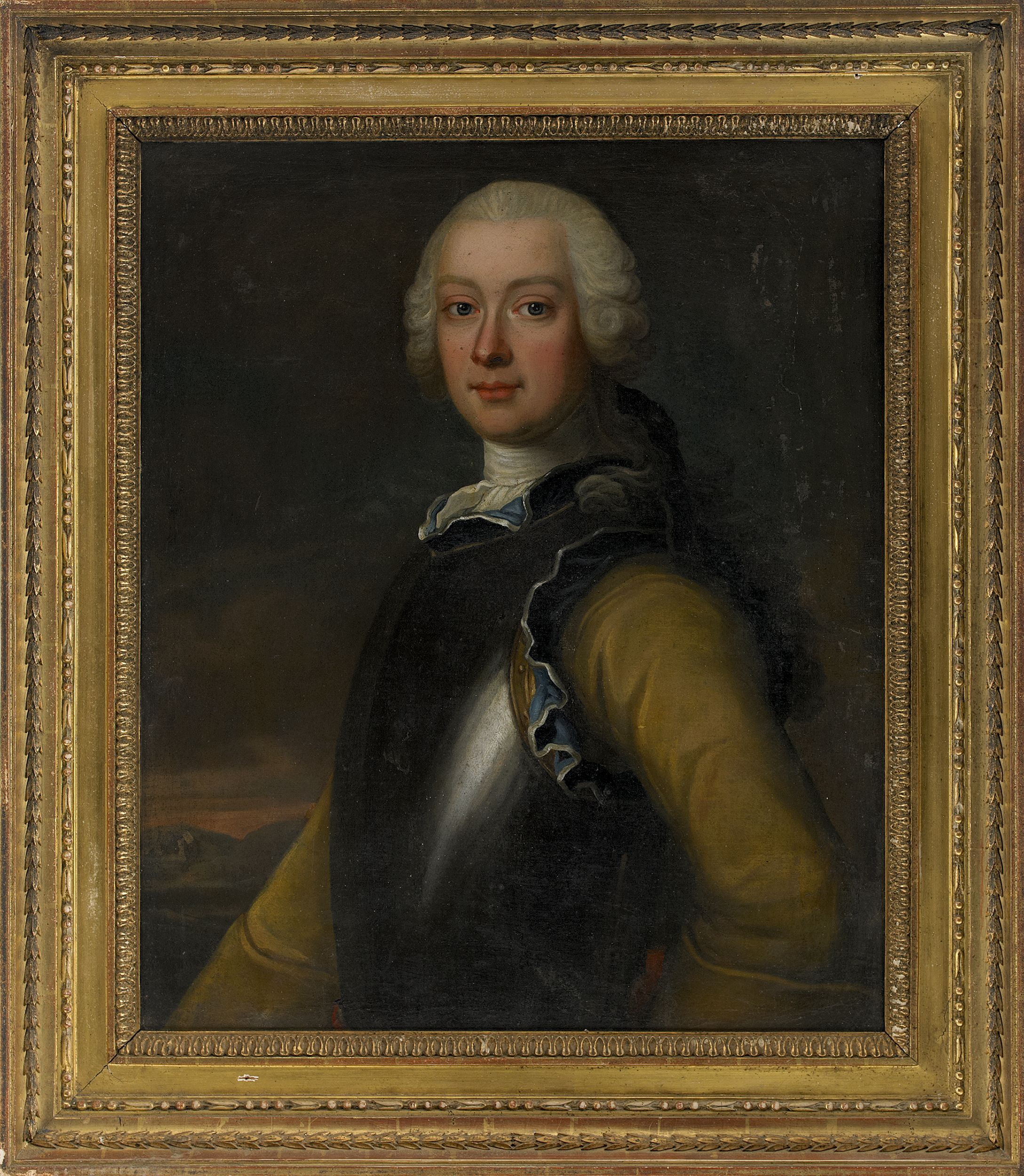
Georg Henrik Lybecker iklädd regementets uniform med harnesk och kyller. Målning av Johan Stålbom från ca 1750.
Erik Brahe i regementets uniform, med förgyllt harnesk med konung Adolf Fredriks namnchiffer, ca 1752.
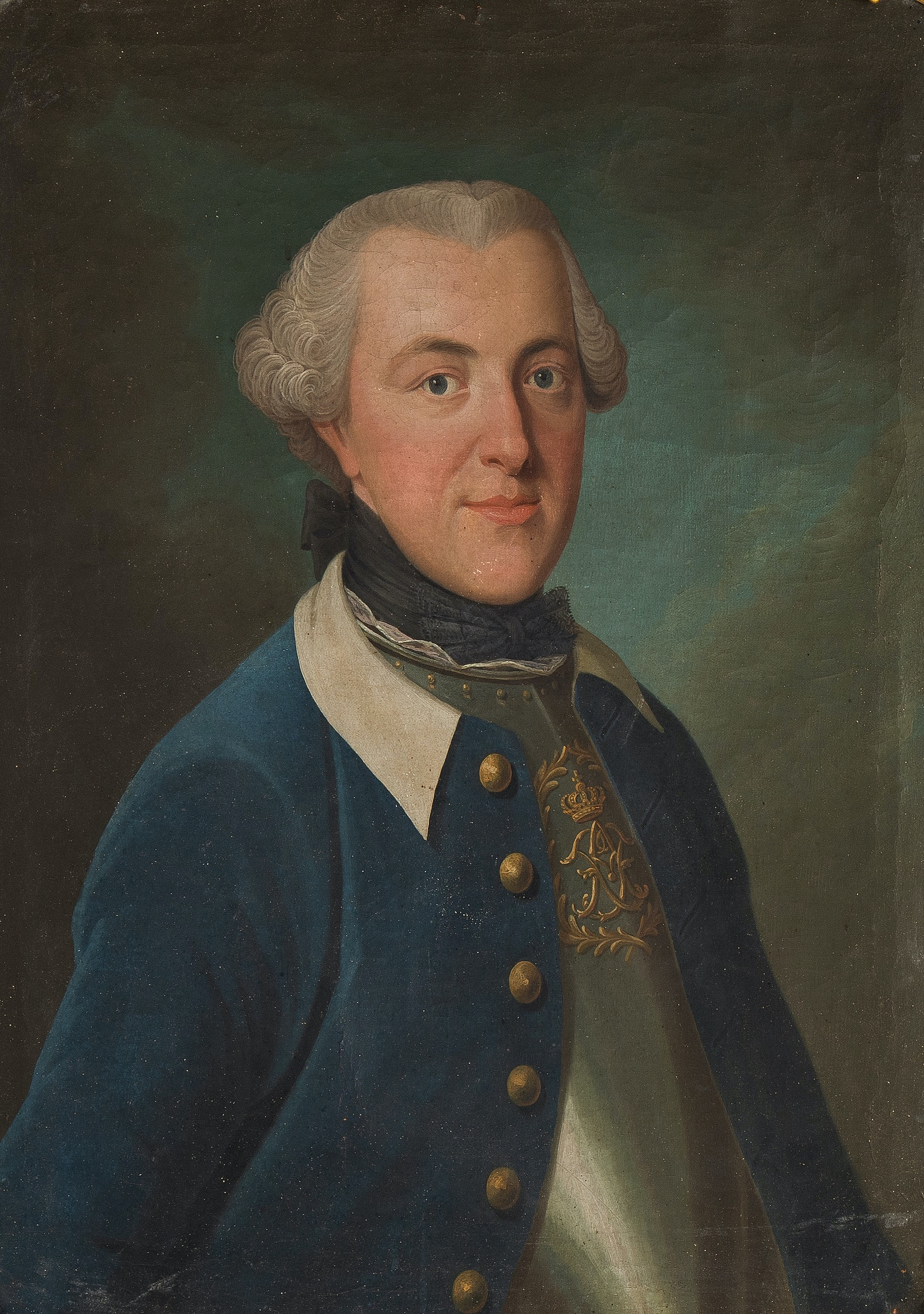
Nils Stiernflycht iklädd regementets uniform med harnesk för en kornett. Målning från 1765.
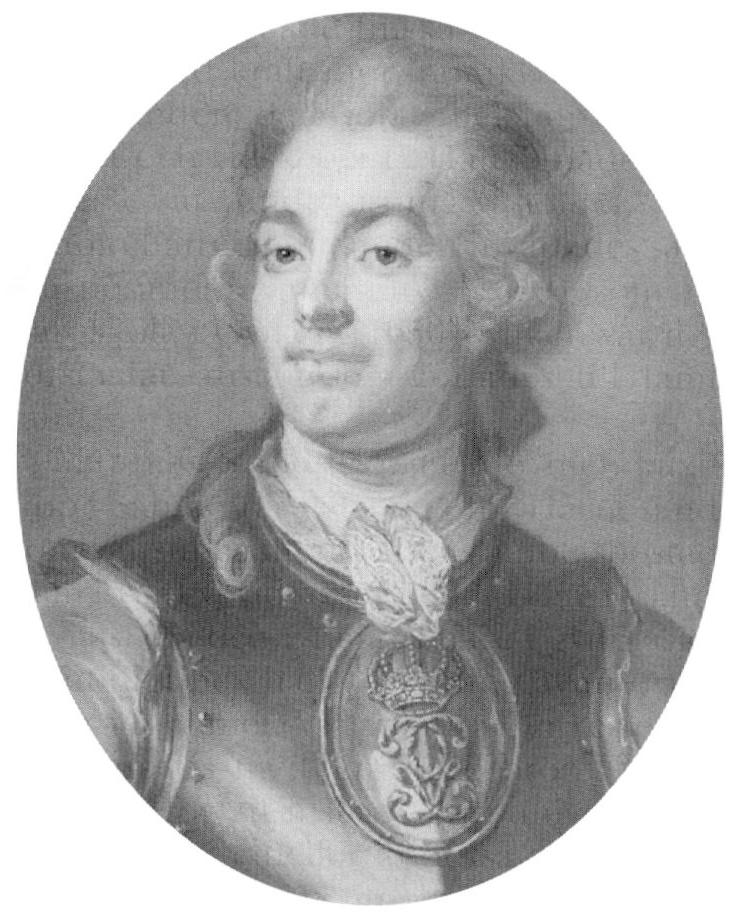
Adolf Ludvig Stierneld i Uniform m/1779 för regementet, ca 1781.
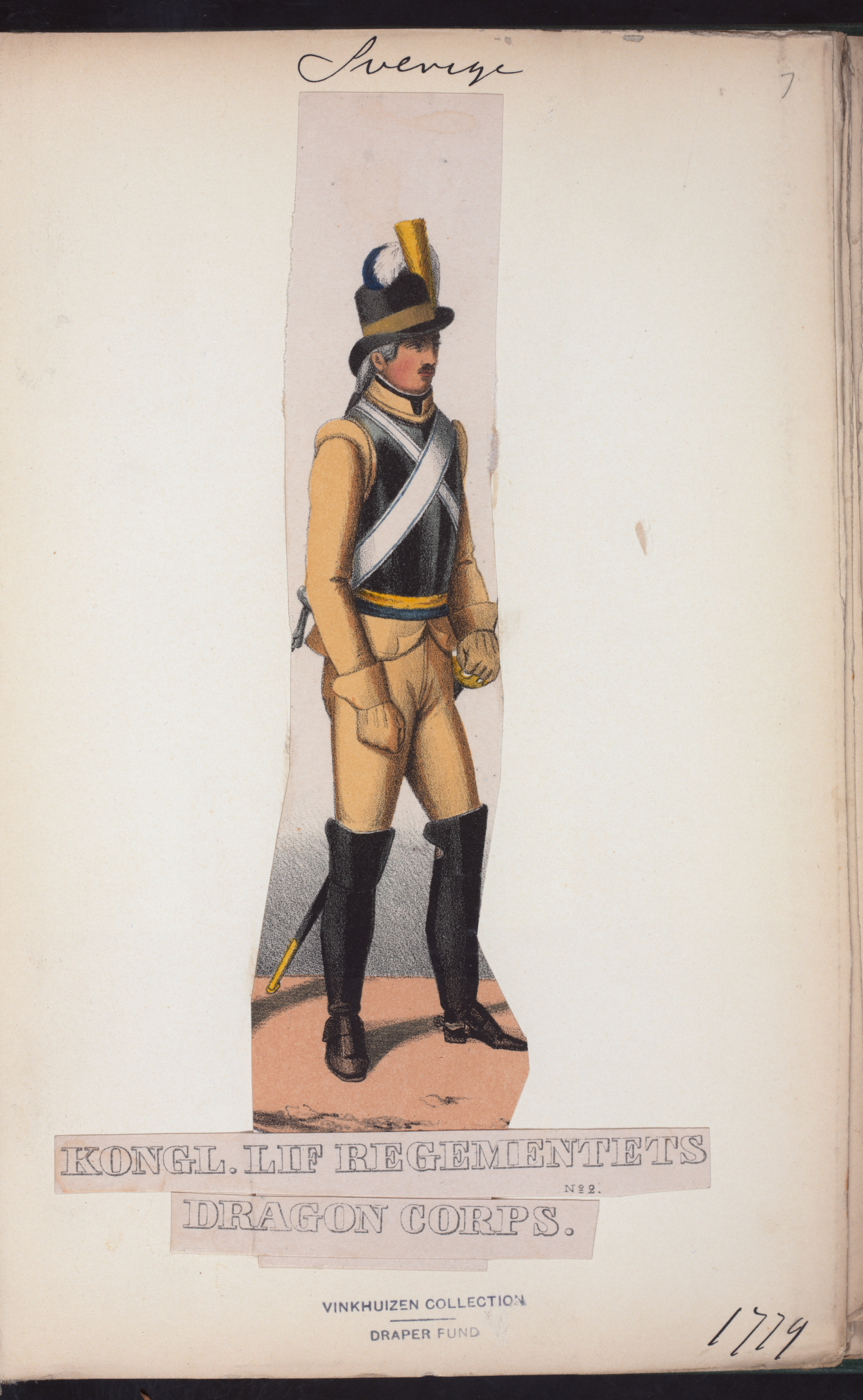
Uniform m/1779 för Livregementets dragonkår